# 1621
Il 1621 (MDCXXI in numeri romani) è un anno  del XVII secolo.

## Eventi
- 9 febbraio: elezione di papa Gregorio XV
- 5 aprile: la nave Mayflower (Padri Pellegrini) salpa da Plymouth, Massachusetts per far ritorno in Gran Bretagna.

## Nati

### Gennaio
- 6 gennaio - Gioacchino, monaco cristiano e arcivescovo ortodosso russo († 1690)
- 10 gennaio - Apollinare Agresta, teologo, filosofo e storico italiano († 1695)
- 15 gennaio - Antoine Le Pautre, architetto, decoratore e incisore francese († 1691)
- 27 gennaio - Thomas Willis, medico e anatomista britannico († 1675)
- 30 gennaio - Giorgio II Rákóczi, principe († 1660)

### Febbraio
- 1º febbraio - Francis Gage, presbitero britannico († 1682)
- 2 febbraio - Johannes Schefferus, umanista svedese († 1679)
- 12 febbraio - Jacques Courtois, pittore francese († 1676)
- 14 febbraio - Lamoral Claudio Francesco di Thurn und Taxis, conte († 1676)
- 20 febbraio - Philip Herbert, V conte di Pembroke, nobile inglese († 1669)
- 21 febbraio - Rebecca Nurse, artigiana inglese († 1692)
- 23 febbraio - Giacinto Brandi, pittore italiano († 1691)

### Marzo
- 24 marzo - Giovanni VI di Anhalt-Zerbst, principe tedesco († 1667)
- 31 marzo - Andrew Marvell, poeta e politico inglese († 1678)

### Aprile
- 1º aprile - Guru Tegh Bahadur,  indiana († 1675)
- 5 aprile - Giovanni Francesco Lazzarelli, abate, giurista e poeta italiano († 1693)
- 17 aprile - Henry Vaughan, poeta e scrittore gallese († 1695)
- 17 aprile - Thomas Vaughan, alchimista, filosofo e esoterista gallese († 1666)
- 23 aprile - William Penn, ammiraglio inglese († 1670)

### Maggio
- 13 maggio - Bartolomeo Menatti, vescovo cattolico italiano († 1702)
- 25 maggio - David Beck, pittore olandese († 1656)

### Giugno
- 2 giugno - Jacopo Chiavistelli, pittore e scenografo italiano († 1698)
- 18 giugno - Allart van Everdingen, pittore olandese († 1675)

### Luglio
- 1º luglio - Cornelis de Man, pittore olandese († 1706)
- 8 luglio - Jean de La Fontaine, scrittore e poeta francese († 1695)
- 8 luglio - Leonora Cristina Ulfeldt, contessa († 1698)
- 22 luglio - Anthony Ashley-Cooper, I conte di Shaftesbury, politico inglese († 1683)
- 24 luglio - Jan Andrzej Morsztyn, poeta e scrittore polacco († 1693)

### Agosto
- 13 agosto - Abel-Louis de Sainte-Marthe, religioso francese († 1697)
- 13 agosto - Israel Silvestre, incisore, insegnante e editore francese († 1691)
- 19 agosto - Gerbrand van den Eeckhout, pittore olandese († 1674)

### Settembre
- 8 settembre - Vespasiano Gonzaga, militare italiano († 1687)
- 8 settembre - Luigi II di Borbone-Condé, nobile e generale francese († 1686)

### Ottobre
- 3 ottobre - Claude Maltret, gesuita, grecista e teologo francese († 1674)
- 8 ottobre - Massimiliano Enrico di Baviera, arcivescovo cattolico tedesco († 1688)
- 13 ottobre - Giovanni Antonio Cavazzi da Montecuccolo, missionario, francescano e scrittore italiano († 1678)
- 21 ottobre - Nicolas Barré, religioso francese († 1686)
- 24 ottobre - Serafina di Dio, mistica italiana († 1699)

### Novembre
- 3 novembre - René Rapin, umanista e teologo francese († 1687)
- 7 novembre - Sigismondo Alfonso Thun, vescovo cattolico italiano († 1677)
- 15 novembre - Henry Mordaunt, II conte di Peterborough, nobile e militare britannico († 1697)
- 20 novembre - Avvakum, religioso e scrittore russo († 1682)
- 21 novembre - Niccolò Maria Pallavicino, gesuita, scrittore e teologo italiano († 1692)

### Dicembre
- 3 dicembre - Bohuslav Balbín, scrittore e storico ceco († 1688)
- 13 dicembre - Francisco de Moura, politico, diplomatico e militare portoghese († 1675)
- 16 dicembre - Andrea Concublet, nobile italiano († 1675)
- 23 dicembre - Edmund Berry Godfrey, magistrato britannico († 1678)
- 23 dicembre - Heneage Finch, I conte di Nottingham, nobile inglese († 1682)

### Senza giorno specificato
- Amakusa Shirō, militare giapponese († 1638)
- Ambrosio Arce de los Reyes, scrittore spagnolo († 1661)
- Hendrik Carloff, mercante e avventuriero svedese († 1684)
- Carlo D'Aprile, scultore, decoratore e architetto italiano († 1668)
- Nicolaas Marten Fierlants, pittore olandese († 1694)
- Peter Gijsels, pittore fiammingo
- Alessandro Grimaldi, doge († 1683)
- Hans Jakob Christoffel von Grimmelshausen, scrittore tedesco († 1676)
- Filippo Jannelli, pittore italiano († 1696)
- Matthew Locke, teorico musicale e compositore inglese († 1677)
- Hugh May, architetto britannico († 1684)
- Claude François Milliet Dechales, matematico francese († 1678)
- Isaak van Ostade, pittore olandese († 1649)
- Wacław Potocki, poeta e scrittore polacco († 1696)
- Domenico Santi, pittore italiano († 1694)
- Giovanni Battista Tortiroli, pittore italiano († 1651)
- Jan Baptist Weenix, pittore, incisore e disegnatore olandese
- Filippo II Francesco d'Este, nobile († 1653)
- Étienne de La Tour, pittore francese († 1692)
- Laurens van der Hem, giurista olandese († 1678)
- Egbert van der Poel, pittore olandese († 1664)

## Morti

### Gennaio
- 12 gennaio - Şehzade Mehmed, principe ottomano (n. 1605)
- 28 gennaio - Papa Paolo V, papa, vescovo cattolico e cardinale italiano (n. 1552)

### Febbraio
- 2 febbraio - Giovanni Battista Brivio, vescovo cattolico italiano (n. 1560)
- 8 febbraio - Francesco Martinengo Colleoni, militare e diplomatico italiano (n. 1548)
- 10 febbraio - Pietro Aldobrandini, cardinale e collezionista d'arte italiano (n. 1571)
- 12 febbraio - Ladislao d'Aquino, cardinale, vescovo cattolico e letterato italiano (n. 1546)
- 14 febbraio - Henri de Saint-Rémy,  francese (n. 1557)
- 15 febbraio - Michael Praetorius, compositore e teorico della musica tedesco (n. 1571)
- 16 febbraio - Juan Bautista Monegro, scultore e architetto spagnolo (n. 1545)
- 19 febbraio - Giacomo Sannesio, cardinale e vescovo cattolico italiano (n. 1560)
- 28 febbraio - Cosimo II de' Medici, sovrano italiano (n. 1590)

### Marzo
- 7 marzo - Romolo del Tadda, scultore italiano (n. 1544)
- 9 marzo - Güzelce Ali Pascià, politico e militare ottomano
- 27 marzo - Benedetto Giustiniani, cardinale italiano (n. 1554)
- 28 marzo - Ottavio Rinuccini, librettista e poeta italiano (n. 1563)
- 31 marzo - Filippo III di Spagna, re (n. 1578)

### Aprile
- 1º aprile - Cristofano Allori, pittore italiano (n. 1577)
- 6 aprile - Edward Seymour, I conte di Hertford, nobile inglese (n. 1539)
- 6 aprile - Maria Cristina d'Asburgo, nobile (n. 1574)
- 15 aprile - John Carver, religioso britannico
- 19 aprile - Elizabeth Sawyer,  inglese

### Maggio
- 2 maggio - Antonio de' Medici, nobile italiano (n. 1576)
- 3 maggio - Claud Hamilton, I lord di Paisley, politico scozzese (n. 1546)
- 15 maggio - Hendrick de Keyser il Vecchio, architetto, scultore e medaglista olandese (n. 1565)
- 23 maggio - Bartolomeo Agricola, religioso italiano (n. 1560)
- 31 maggio - Kaspar Uttenhofer, matematico e astronomo tedesco (n. 1588)

### Giugno
- 2 giugno - Dorotea di Lorena, duchessa (n. 1545)
- 8 giugno - Anne de Xainctonge, religiosa francese (n. 1567)
- 12 giugno - Ambrogio Doria, doge (n. 1550)
- 21 giugno - Jan Jesenius, medico, politico e filosofo slovacco (n. 1566)
- 21 giugno - Luigi di Guisa, cardinale francese (n. 1575)
- 21 giugno - Joachim Andreas von Schlick, politico boemo (n. 1569)
- 21 giugno - William Strachey, storico britannico (n. 1572)

### Luglio
- 2 luglio - Thomas Harriot, astronomo, traduttore e matematico inglese (n. 1560)
- 4 luglio - Jean de Bonsi, cardinale e vescovo cattolico italiano (n. 1554)
- 10 luglio - Karel Bonaventura Buquoy, generale tedesco (n. 1571)
- 13 luglio - Alberto d'Austria, cardinale e arcivescovo cattolico austriaco (n. 1559)
- 19 luglio - Don Giovanni de' Medici, architetto e condottiero italiano (n. 1567)
- 22 luglio - Mariano da Alcamo, presbitero italiano
- 23 luglio - Ikoma Masatoshi, militare giapponese (n. 1586)
- 28 luglio - Cataldo Antonio Mannarino, poeta e storico italiano (n. 1568)
- 30 luglio - Paul Sixt III von Trautson, diplomatico tedesco (n. 1548)

### Agosto
- 3 agosto - Anna Caterina Gonzaga, nobile italiana (n. 1566)
- 13 agosto - Giovanni Berchmans, gesuita fiammingo (n. 1599)
- 14 agosto - Giovanni da San Guglielmo, religioso e presbitero italiano (n. 1552)
- 15 agosto - John Barclay, scrittore e poeta scozzese (n. 1582)
- 15 agosto - Claudio I Gonzaga, nobile italiano (n. 1578)
- 19 agosto - Antonio Canopolo, arcivescovo cattolico italiano
- 20 agosto - Rodolfo di Anhalt-Zerbst, principe (n. 1576)
- 21 agosto - Giovanni Vasanzio, architetto olandese (n. 1550)
- 23 agosto - Antonio Il Verso, compositore italiano
- 24 agosto - Elizabeth Hastings, nobildonna inglese (n. 1556)
- 31 agosto - Guillaume du Vair, scrittore, giurista e vescovo cattolico francese (n. 1556)

### Settembre
- 1º settembre - Bahāʾ al-dīn al-ʿĀmilī, filosofo, architetto e matematico arabo (n. 1547)
- 2 settembre - Claudio Rangoni, vescovo cattolico e diplomatico italiano (n. 1559)
- 17 settembre - Roberto Bellarmino, teologo, scrittore e cardinale italiano (n. 1542)
- 20 settembre - Enrico di Mayenne, nobile francese (n. 1578)
- 24 settembre - Jan Karol Chodkiewicz, militare polacco (n. 1560)
- 25 settembre - Mary Sidney, poetessa, scrittrice e traduttrice inglese (n. 1561)

### Ottobre
- 10 ottobre - Asmat Begum, nobildonna persiana
- 11 ottobre - Dirk Hartog, marinaio e esploratore olandese (n. 1580)
- 16 ottobre - Paolo Gualdo, prete e letterato italiano (n. 1553)
- 16 ottobre - Jan Pieterszoon Sweelinck, compositore e organista olandese (n. 1562)
- 18 ottobre - Bartolomeo Cesi, cardinale e arcivescovo cattolico italiano (n. 1566)
- 21 ottobre - Rodrigo Calderón, politico e nobile spagnolo (n. 1576)
- 23 ottobre - Frans van de Casteele, pittore e miniaturista fiammingo (n. 1540)

### Novembre
- 7 novembre - Juan Alonso Pimentel de Herrera, nobile spagnolo (n. 1553)
- 8 novembre - Gerolamo Bassano, pittore italiano (n. 1566)
- 26 novembre - Ralph Agas, cartografo e disegnatore inglese (n. 1540)
- 30 novembre - Francesco Rasi, compositore, poeta e tenore italiano (n. 1574)

### Dicembre
- 13 dicembre - Caterina Stenbock, sovrana svedese (n. 1535)
- 14 dicembre - Alessandro Tesauro, poeta, architetto e diplomatico italiano (n. 1558)
- 15 dicembre - Carlo d'Albert, nobile francese (n. 1578)
- 24 dicembre - Cosimo Gamberucci, pittore italiano (n. 1562)

### Senza giorno specificato
- Ricciardo Amadino, editore musicale italiano
- Floriano Ambrosini, architetto italiano (n. 1557)
- Johann Arndt, teologo tedesco (n. 1555)
- Ambrosius Bosschaert, pittore olandese (n. 1573)
- Matteo Botti, diplomatico italiano (n. 1570)
- Louis de Caullery, pittore fiammingo
- Ludovico Della Chiesa, storico italiano (n. 1568)
- Francesco Fabi, pittore italiano
- Ippolito Fiorini, compositore e liutista italiano
- Giovanni Paolo Gallucci, astronomo, cosmografo e traduttore italiano (n. 1538)
- Barbara Gamage, nobile gallese (n. 1562)
- Thomas Gates, funzionario e politico britannico (n. 1585)
- Francesco Giugno, pittore italiano (n. 1577)
- Steven van der Hagen, militare e ammiraglio olandese (n. 1563)
- Edmund Hooper, compositore e organista inglese
- Nicolò Lodron, nobile austriaco (n. 1549)
- Mario Mattei Orsini, barone di Paganica, nobile e politico italiano (n. 1571)
- Pierre Matthieu, scrittore, poeta e drammaturgo francese (n. 1563)
- Giovan Battista Montano, architetto, disegnatore e scultore italiano (n. 1534)
- Bonaventura Morone, teologo e letterato italiano (n. 1557)
- Virgilio Nucci, pittore italiano (n. 1545)
- Pietro Ronzelli, pittore italiano
- Francesco Soriano, compositore italiano (n. 1549)
- Terenzio Terenzi, pittore e falsario italiano
- Carlo II di Cossé, nobile e militare francese (n. 1562)
- Paul van Somer, pittore fiammingo

## Calendario
| Calendario 1621 | Calendario 1621 | Calendario 1621 | Calendario 1621 | Calendario 1621 | Calendario 1621 | Calendario 1621 | Calendario 1621 | Calendario 1621 | Calendario 1621 | Calendario 1621 | Calendario 1621 | Calendario 1621 | Calendario 1621 | Calendario 1621 | Calendario 1621 | Calendario 1621 | Calendario 1621 | Calendario 1621 | Calendario 1621 | Calendario 1621 | Calendario 1621 | Calendario 1621 | Calendario 1621 | Calendario 1621 | Calendario 1621 | Calendario 1621 | Calendario 1621 | Calendario 1621 | Calendario 1621 | Calendario 1621 | Calendario 1621 | Calendario 1621 |
| --------------- | --------------- | --------------- | --------------- | --------------- | --------------- | --------------- | --------------- | --------------- | --------------- | --------------- | --------------- | --------------- | --------------- | --------------- | --------------- | --------------- | --------------- | --------------- | --------------- | --------------- | --------------- | --------------- | --------------- | --------------- | --------------- | --------------- | --------------- | --------------- | --------------- | --------------- | --------------- | --------------- |
|                 | 1               | 2               | 3               | 4               | 5               | 6               | 7               | 8               | 9               | 10              | 11              | 12              | 13              | 14              | 15              | 16              | 17              | 18              | 19              | 20              | 21              | 22              | 23              | 24              | 25              | 26              | 27              | 28              | 29              | 30              | 31              |                 |
| Gennaio         | Ve              | Sa              | Do              | Lu              | Ma              | Me              | Gi              | Ve              | Sa              | Do              | Lu              | Ma              | Me              | Gi              | Ve              | Sa              | Do              | Lu              | Ma              | Me              | Gi              | Ve              | Sa              | Do              | Lu              | Ma              | Me              | Gi              | Ve              | Sa              | Do              |                 |
| Febbraio        | Lu              | Ma              | Me              | Gi              | Ve              | Sa              | Do              | Lu              | Ma              | Me              | Gi              | Ve              | Sa              | Do              | Lu              | Ma              | Me              | Gi              | Ve              | Sa              | Do              | Lu              | Ma              | Me              | Gi              | Ve              | Sa              | Do              |                 |                 |                 |                 |
| Marzo           | Lu              | Ma              | Me              | Gi              | Ve              | Sa              | Do              | Lu              | Ma              | Me              | Gi              | Ve              | Sa              | Do              | Lu              | Ma              | Me              | Gi              | Ve              | Sa              | Do              | Lu              | Ma              | Me              | Gi              | Ve              | Sa              | Do              | Lu              | Ma              | Me              |                 |
| Aprile          | Gi              | Ve              | Sa              | Do              | Lu              | Ma              | Me              | Gi              | Ve              | Sa              | Do              | Lu              | Ma              | Me              | Gi              | Ve              | Sa              | Do              | Lu              | Ma              | Me              | Gi              | Ve              | Sa              | Do              | Lu              | Ma              | Me              | Gi              | Ve              |                 |                 |
| Maggio          | Sa              | Do              | Lu              | Ma              | Me              | Gi              | Ve              | Sa              | Do              | Lu              | Ma              | Me              | Gi              | Ve              | Sa              | Do              | Lu              | Ma              | Me              | Gi              | Ve              | Sa              | Do              | Lu              | Ma              | Me              | Gi              | Ve              | Sa              | Do              | Lu              |                 |
| Giugno          | Ma              | Me              | Gi              | Ve              | Sa              | Do              | Lu              | Ma              | Me              | Gi              | Ve              | Sa              | Do              | Lu              | Ma              | Me              | Gi              | Ve              | Sa              | Do              | Lu              | Ma              | Me              | Gi              | Ve              | Sa              | Do              | Lu              | Ma              | Me              |                 |                 |
| Luglio          | Gi              | Ve              | Sa              | Do              | Lu              | Ma              | Me              | Gi              | Ve              | Sa              | Do              | Lu              | Ma              | Me              | Gi              | Ve              | Sa              | Do              | Lu              | Ma              | Me              | Gi              | Ve              | Sa              | Do              | Lu              | Ma              | Me              | Gi              | Ve              | Sa              |                 |
| Agosto          | Do              | Lu              | Ma              | Me              | Gi              | Ve              | Sa              | Do              | Lu              | Ma              | Me              | Gi              | Ve              | Sa              | Do              | Lu              | Ma              | Me              | Gi              | Ve              | Sa              | Do              | Lu              | Ma              | Me              | Gi              | Ve              | Sa              | Do              | Lu              | Ma              |                 |
| Settembre       | Me              | Gi              | Ve              | Sa              | Do              | Lu              | Ma              | Me              | Gi              | Ve              | Sa              | Do              | Lu              | Ma              | Me              | Gi              | Ve              | Sa              | Do              | Lu              | Ma              | Me              | Gi              | Ve              | Sa              | Do              | Lu              | Ma              | Me              | Gi              |                 |                 |
| Ottobre         | Ve              | Sa              | Do              | Lu              | Ma              | Me              | Gi              | Ve              | Sa              | Do              | Lu              | Ma              | Me              | Gi              | Ve              | Sa              | Do              | Lu              | Ma              | Me              | Gi              | Ve              | Sa              | Do              | Lu              | Ma              | Me              | Gi              | Ve              | Sa              | Do              |                 |
| Novembre        | Lu              | Ma              | Me              | Gi              | Ve              | Sa              | Do              | Lu              | Ma              | Me              | Gi              | Ve              | Sa              | Do              | Lu              | Ma              | Me              | Gi              | Ve              | Sa              | Do              | Lu              | Ma              | Me              | Gi              | Ve              | Sa              | Do              | Lu              | Ma              |                 |                 |
| Dicembre        | Me              | Gi              | Ve              | Sa              | Do              | Lu              | Ma              | Me              | Gi              | Ve              | Sa              | Do              | Lu              | Ma              | Me              | Gi              | Ve              | Sa              | Do              | Lu              | Ma              | Me              | Gi              | Ve              | Sa              | Do              | Lu              | Ma              | Me              | Gi              | Ve              |                 |